# Dammartin-sur-Tigeaux
Pour les articles homonymes, voir Dammartin.
Dammartin-sur-Tigeaux est une commune française située dans le département de Seine-et-Marne, en région Île-de-France.

## Géographie

### Localisation
La commune est située à environ 9,9 km par la route, à l'ouest de Pommeuse.
La vallée du Grand Morin marque la limite nord-est de la commune.

### Communes limitrophes
| Voulangis           | Tigeaux               | Guérard |
| Villeneuve-le-Comte | Dammartin-sur-Tigeaux |         |
|                     | Mortcerf              |         |

### Géologie et relief
L'altitude de la commune varie de 50 mètres à 133 mètres pour le point le plus haut, le centre du bourg se situant à environ 88 mètres d'altitude (mairie). Elle est classée en zone de sismicité 1, correspondant à une sismicité très faible.

### Hydrographie

#### Réseau hydrographique

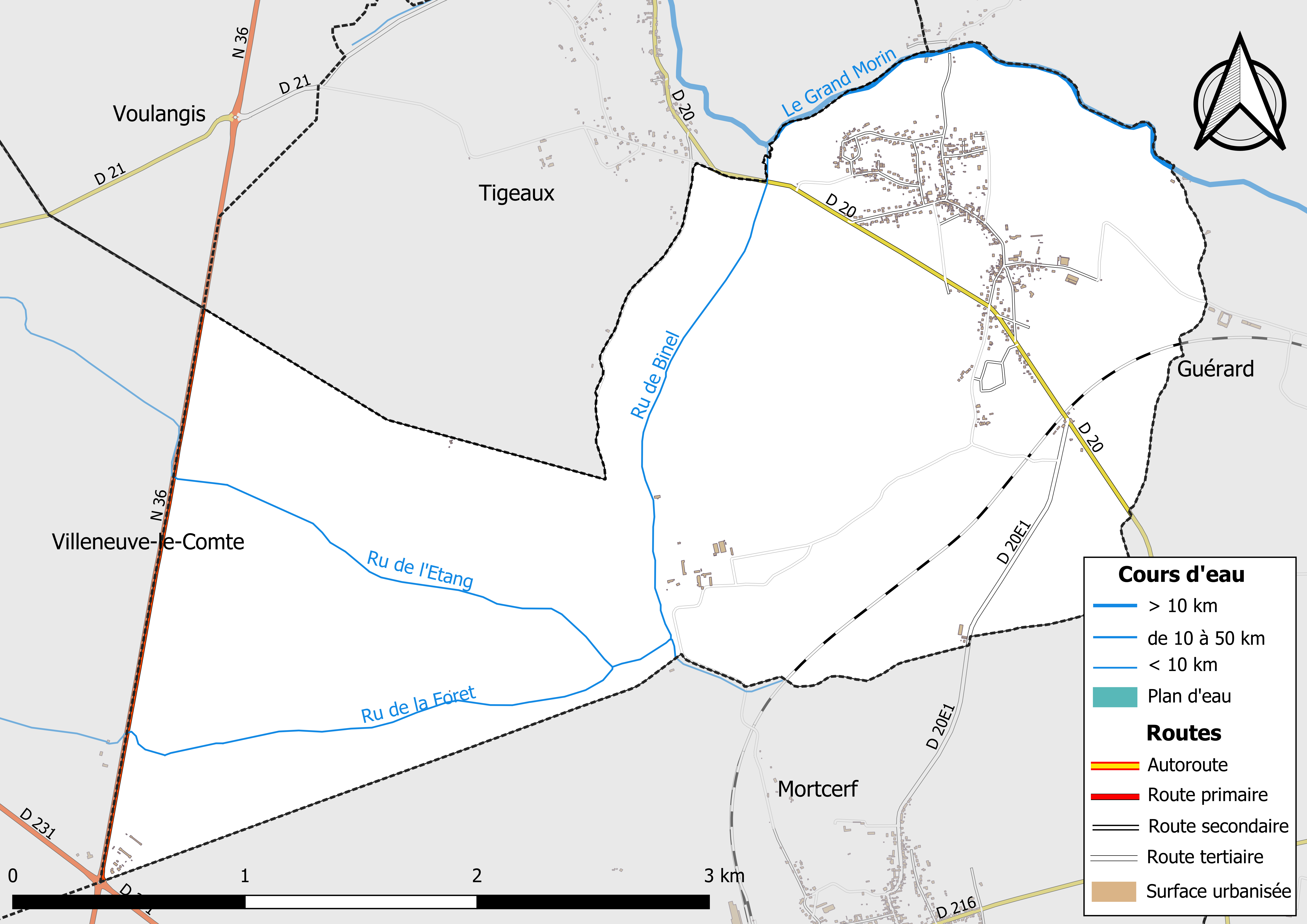
Carte des réseaux hydrographique et routier de Dammartin-sur-Tigeaux.

Le réseau hydrographique de la commune se compose de quatre cours d'eau référencés :
- la rivière le Grand Morin, longue de 118,16 km[4], affluent en rive gauche de la Marne ;
  - le ru de Binel, 2,97 km[5], affluent du  Grand Morin ;
    - le ru de la Forêt, 3,18 km[6], affluent du ru de Binel ;
      - le ru de l'Étang, 3,90 km[7], affluent du ru de la Forêt.

La longueur totale des cours d'eau sur la commune est de 8,96 km.

#### Gestion des cours d'eau
Afin d’atteindre le bon état des eaux imposé par la Directive-cadre sur l'eau du 23 octobre 2000, plusieurs outils de gestion intégrée s’articulent à différentes échelles : le SDAGE, à l’échelle du bassin hydrographique, et le SAGE, à l’échelle locale. Ce dernier fixe les objectifs généraux d’utilisation, de mise en valeur et de protection quantitative et qualitative des ressources en eau superficielle et souterraine. Le département de Seine-et-Marne est couvert par six SAGE, au sein du bassin Seine-Normandie.
La commune fait partie du SAGE « Petit et Grand Morin », approuvé le 21 octobre 2016. Le territoire de ce SAGE comprend les bassins du Petit Morin (630 km2) et du Grand Morin (1 185 km2). Le pilotage et l’animation du SAGE sont assurés par le syndicat Mixte d'Aménagement et de Gestion des Eaux (SMAGE) des 2 Morin, qualifié de « structure porteuse ».

### Climat
Pour des articles plus généraux, voir Climat de l'Île-de-France et Climat de Seine-et-Marne.
En 2010, le climat de la commune est de type climat océanique dégradé des plaines du Centre et du Nord, selon une étude du CNRS s'appuyant sur une série de données couvrant la période 1971-2000. En 2020, Météo-France publie une typologie des climats de la France métropolitaine dans laquelle la commune est exposée à un climat océanique altéré et est dans la région climatique Nord-est du bassin Parisien, caractérisée par un ensoleillement médiocre, une pluviométrie moyenne régulièrement répartie au cours de l’année et un hiver froid (3 °C).
Pour la période 1971-2000, la température annuelle moyenne est de 10,9 °C, avec une amplitude thermique annuelle de 15,1 °C. Le cumul annuel moyen de précipitations est de 705 mm, avec 11,2 jours de précipitations en janvier et 7,8 jours en juillet. Pour la période 1991-2020, la température moyenne annuelle observée sur la station météorologique la plus proche, située sur la commune de Mouroux à 9 km à vol d'oiseau, est de 11,3 °C et le cumul annuel moyen de précipitations est de 721,3 mm,. Pour l'avenir, les paramètres climatiques de la commune estimés pour 2050 selon différents scénarios d'émission de gaz à effet de serre sont consultables sur un site dédié publié par Météo-France en novembre 2022.

### Milieux naturels et biodiversité

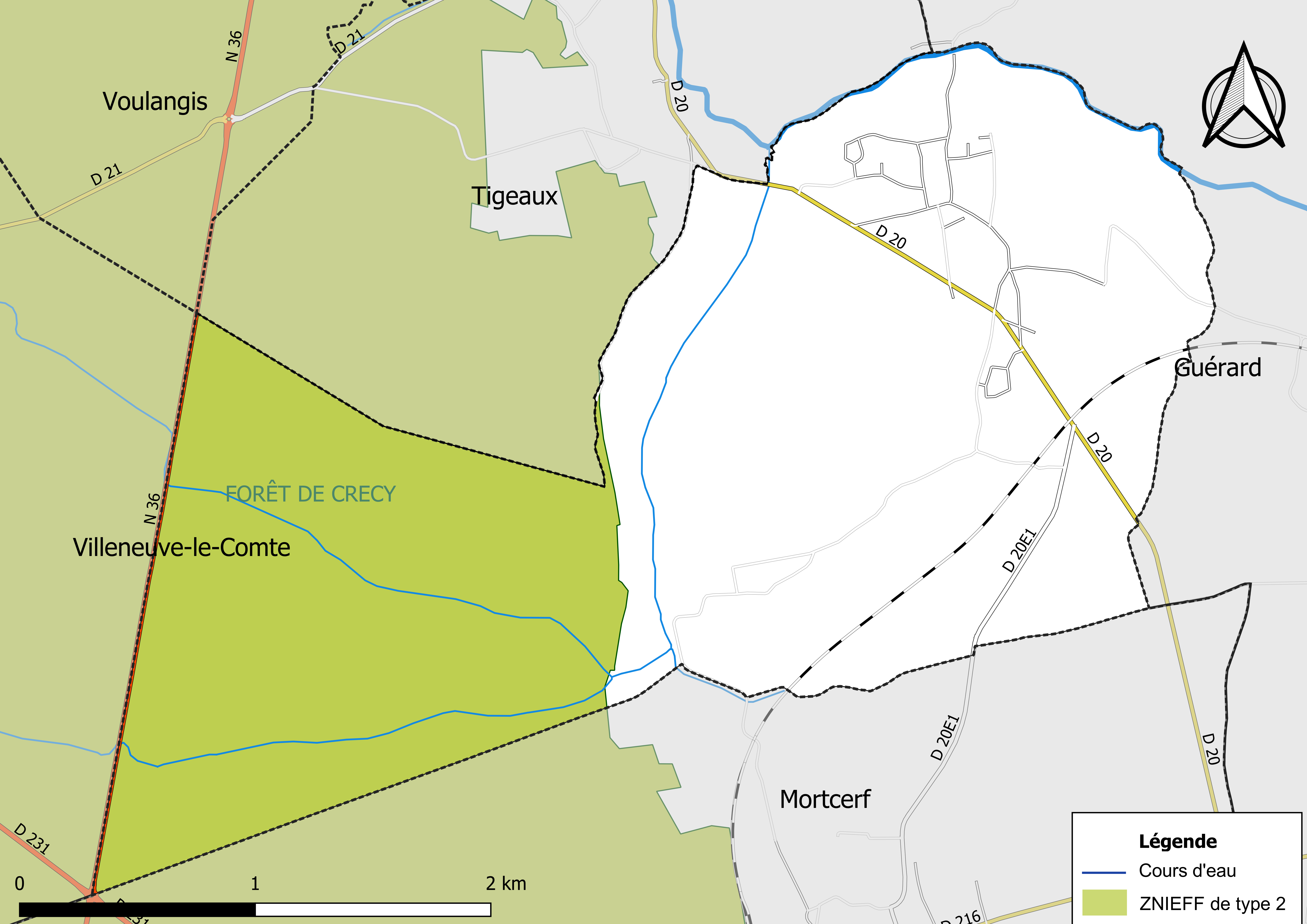
Carte des ZNIEFF de type 2 localisées sur la commune.

L’inventaire des zones naturelles d'intérêt écologique, faunistique et floristique (ZNIEFF) a pour objectif de réaliser une couverture des zones les plus intéressantes sur le plan écologique, essentiellement dans la perspective d’améliorer la connaissance du patrimoine naturel national et de fournir aux différents décideurs un outil d’aide à la prise en compte de l’environnement dans l’aménagement du territoire.
Le territoire communal de Dammartin-sur-Tigeaux comprend un ZNIEFF de type 2,,, 
la « Forêt de Crécy » (6 897,74 ha), couvrant 17 communes du département.

## Urbanisme

### Typologie
Au 1er janvier 2024, Dammartin-sur-Tigeaux est catégorisée bourg rural, selon la nouvelle grille communale de densité à sept niveaux définie par l'Insee en 2022.
Elle est située hors unité urbaine. Par ailleurs la commune fait partie de l'aire d'attraction de Paris, dont elle est une commune de la couronne,. Cette aire regroupe 1 929 communes,.

### Lieux-dits et écarts
La commune compte 26 lieux-dits administratifs répertoriés consultables ici (source : le fichier Fantoir) dont Croix Saint-Martin, Saint Avoye.

### Occupation des sols
L'occupation des sols de la commune, telle qu'elle ressort de la base de données européenne d’occupation biophysique des sols Corine Land Cover (CLC), est marquée par l'importance des territoires agricoles (49,9 % en 2018), une proportion identique à celle de 1990 (49,9 %). La répartition détaillée en 2018 est la suivante : 
terres arables (46,9% ), forêts (44,4% ), zones urbanisées (5,5% ), zones agricoles hétérogènes (3% ), milieux à végétation arbustive et/ou herbacée (0,2 %).
Parallèlement, L'Institut Paris Région, agence d'urbanisme de la région Île-de-France, a mis en place un inventaire numérique de l'occupation du sol de l'Île-de-France, dénommé le MOS (Mode d'occupation du sol), actualisé régulièrement depuis sa première édition en 1982. Réalisé à partir de photos aériennes, le Mos distingue les espaces naturels, agricoles et forestiers mais aussi les espaces urbains (habitat, infrastructures, équipements, activités économiques, etc.) selon une classification pouvant aller jusqu'à 81 postes, différente de celle de Corine Land Cover,,. L'Institut met également à disposition des outils permettant de visualiser par photo aérienne l'évolution de l'occupation des sols de la commune entre 1949 et 2018.

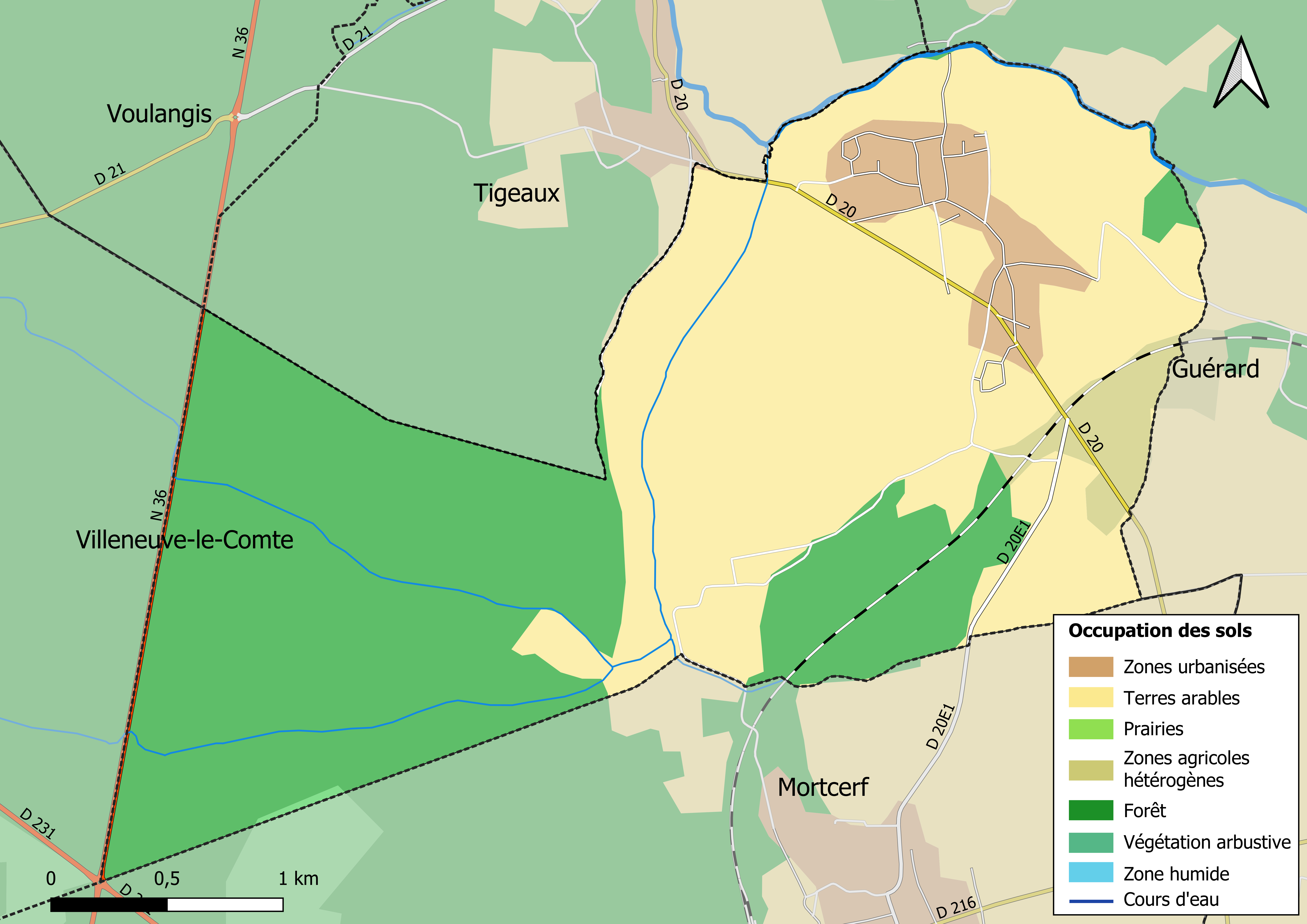
Carte des infrastructures et de l'occupation des sols en 2018 (CLC) de la commune.
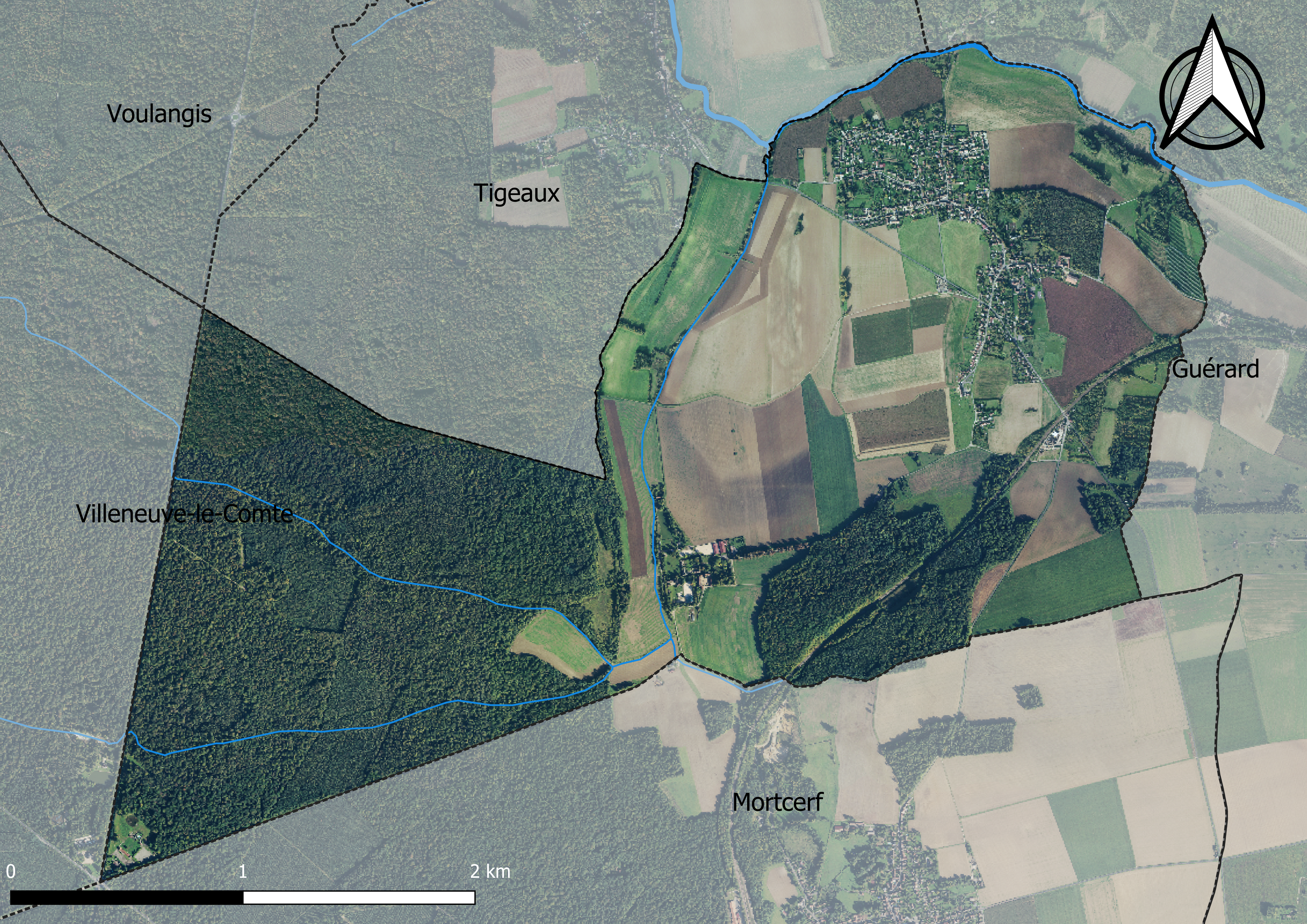
Carte orhophotogrammétrique de la commune.

### Planification
La loi SRU du 13 décembre 2000 a incité les communes à se regrouper au sein d’un établissement public, pour déterminer les partis d’aménagement de l’espace au sein d’un SCoT, un document d’orientation stratégique des politiques publiques à une grande échelle et à un horizon de 20 ans et s'imposant aux documents d'urbanisme locaux, les PLU (Plan local d'urbanisme). La commune est dans le territoire du SCOT du Bassin de vie de Coulommiers, approuvé le 11 juillet 2013 et porté par le syndicat intercommunal d’étude et de programmation (SIEP) de Coulommiers.
La commune disposait en 2019 d'un plan local d'urbanisme approuvé. Le zonage réglementaire et le règlement associé peuvent être consultés sur le Géoportail de l'urbanisme.

### Logement
En 2016, le nombre total de logements dans la commune était de 436 dont 95,5 % de maisons et 4,5 % d'appartements.
Parmi ces logements, 90,1 % étaient des résidences principales, 4 % des résidences secondaires et 5,9 % des logements vacants.
La part des ménages fiscaux propriétaires de leur résidence principale s'élevait à 89,7 % contre 7,9 % de locataires et 2,4 % logés gratuitement.

### Voies de communication et transports
La commune est desservie par les lignes du réseau de bus brie et 2 Morin 02, 31, 38 et 39.

## Toponymie
Le nom de la localité est mentionné sous les formes Donus Martinus en 1197 ; Dompnus Martinus in Bria en 1220 ; Dammartin vers 1222 ; Parochia de Donnomartino en 1228 ; Dant Martin en 1269 ; Dampmartin en Brie en 1311 ; Dampmartin en 1325 ; Domnomartinum in Bria en 1513 ; Aumartin en Brie en 1657 ; Dammartin Saint Gobert en 1753 ; Dammartin en l'an IX ; Dammartin-en-Brie (Carte service vicinal).
L'hagiotoponyme caché « Dammartin » viendrait de Domnus Martinus, le nom latin de saint Martin de Tours, qui évangélisa la région au IVe siècle.
Tigeaux est une des communes voisines.

## Politique et administration

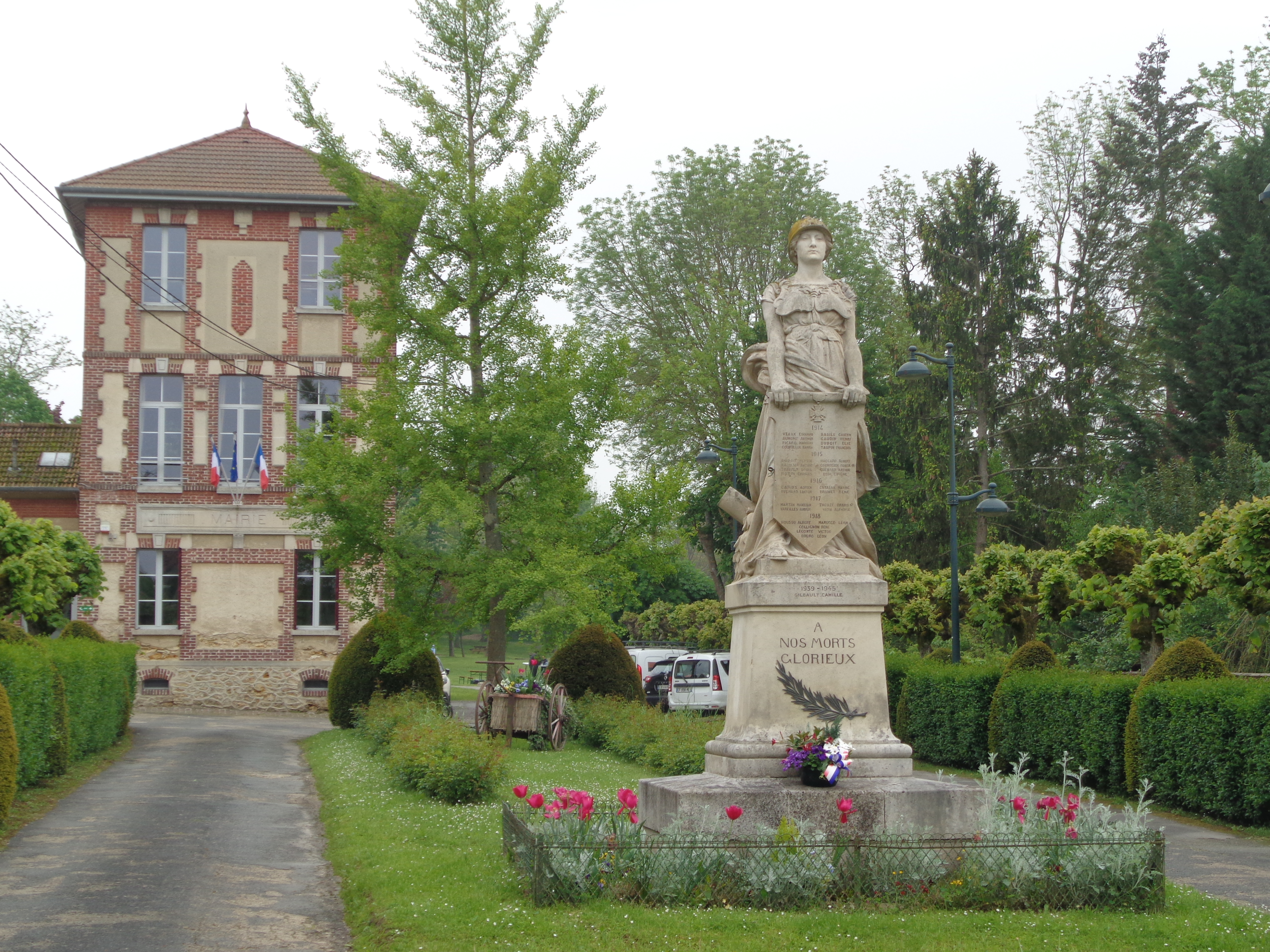
la mairie de Dammartin-sur-Tigeaux et son monument aux morts, en 2023

### Rattachements administratifs et électoraux
La commune était intégrée depuis 1926 à l'arrondissement de Provins du département de Seine-et-Marne.
Afin de faire coïncider les limites d'arrondissement et celles des intercommunalités, elle intègre le 1er janvier 2018 l'arrondissement de Meaux.
Pour l'élection des députés, elle fait partie depuis 2012 de la quatrième circonscription de Seine-et-Marne.
Elle faisait partie depuis 1801 du canton de Rozay-en-Brie. Dans le cadre du redécoupage cantonal de 2014 en France, la commune est désormais intégrée au canton de Fontenay-Trésigny..

### Intercommunalité
La commune a adhéré en 2005 à la petite communauté de communes de la Brie des moulins créée en 1997.
Dans le cadre des dispositions de la loi portant nouvelle organisation territoriale de la République (Loi NOTRe) du 7 août 2015, qui prévoit que les établissements publics de coopération intercommunale (EPCI) à fiscalité propre doivent avoir un minimum de 15 000 habitants (et 5 000 habitants en zone de montagnes), cette intercommunalité fusionne le 1er janvier 2017 au sein de la communauté de communes du Pays de Coulommiers.
Toutefois, celle-ci souhaitant elle-même  sa fusion avec la communauté de communes du Pays fertois afin d'augmenter les ressources de cette la nouvelle structure, qui prendrait le statut de communauté d'agglomération et bénéficierait à ce titre de dotations plus élevées de l'État, tout en ayant une possibilité de négociation plus équilibrée avec Val d'Europe Agglomération et la communauté d'agglomération du pays de Meaux,.
Cette fusion intervient le 1er janvier 2018 et la commune est désormais membre de la communauté d'agglomération Coulommiers Pays de Brie.

### Liste des maires
| Période                                  | Période        | Identité           | Étiquette | Qualité            |
| ---------------------------------------- | -------------- | ------------------ | --------- | ------------------ |
| Les données manquantes sont à compléter. |                |                    |           |                    |
| 17 mai 1896                              | 15 mai 1904    | Eugène Houbé       |           |                    |
| 1904                                     | 1908           | Louis Paul Picard  |           |                    |
| 1908                                     | 1922           | Odile Tapret       |           |                    |
| 1922                                     | 1933           | Victor Guenard     |           |                    |
| 1933                                     | 1935           | Alfred Haccard     |           |                    |
| 1935                                     | 1944           | Roger Grangier     |           |                    |
| 1944                                     | 1947           | Alphonse Courteaux |           |                    |
| 1947                                     | 1966           | Gabriel Colin      |           |                    |
| 1966                                     | 1976           | René Guibert       |           |                    |
| 1976                                     | 1986           | Raymond Maltère    |           |                    |
| mars 1986                                | aout 2013      | Raoul Laverie      |           | Décédé en fonction |
| 2014                                     | novembre 2015, | Francis Beltran    | UMP       | Démissionnaire     |
| février 2016                             | juillet 2020   | Bernard Lemoine    | SE        | Agriculteur        |
| juillet 2020                             | en cours       | Angélique Mercier  |           |                    |

## Équipements et services

### Eau et assainissement
L’organisation de la distribution de l’eau potable, de la collecte et du traitement des eaux usées et pluviales relève des communes. La loi NOTRe de 2015 a accru le rôle des EPCI à fiscalité propre en leur transférant cette compétence. Ce transfert devait en principe être effectif au 1er janvier 2020, mais la loi Ferrand-Fesneau du 3 août 2018 a introduit la possibilité d’un report de ce transfert au 1er janvier 2026,.

#### Assainissement des eaux usées
En 2020, la gestion du service d'assainissement collectif de la commune de Dammartin-sur-Tigeaux est assurée par la communauté d'agglomération Coulommiers Pays de Brie (CACPB) pour la collecte, le transport et la dépollution. Ce service est géré en délégation par une entreprise privée, dont le contrat arrive à échéance le 30 novembre 2020,,.
L’assainissement non collectif (ANC) désigne les installations individuelles de traitement des eaux domestiques qui ne sont pas desservies par un réseau public de collecte des eaux usées et qui doivent en conséquence traiter elles-mêmes leurs eaux usées avant de les rejeter dans le milieu naturel. La communauté d'agglomération Coulommiers Pays de Brie (CACPB) assure pour le compte de la commune le service public d'assainissement non collectif (SPANC), qui a pour mission de vérifier la bonne exécution des travaux de réalisation et de réhabilitation, ainsi que le bon fonctionnement et l’entretien des installations,.

#### Eau potable
En 2020, l'alimentation en eau potable est assurée par  le SMAAEP de Crécy_Boutigny et Environs qui en a délégué la gestion à l'entreprise Veolia, dont le contrat expire le 31 décembre 2025,,.
Les nappes de Beauce et du Champigny sont classées en zone de répartition des eaux (ZRE), signifiant un déséquilibre entre les besoins en eau et la ressource disponible. Le changement climatique est susceptible d’aggraver ce déséquilibre. Ainsi afin de renforcer la garantie d’une distribution d’une eau de qualité en permanence sur le territoire du département, le troisième Plan départemental de l’eau signé, le 3 octobre 2017, contient un plan d’actions afin d’assurer avec priorisation la sécurisation de l’alimentation en eau potable des Seine-et-Marnais. A cette fin a été préparé et publié en décembre 2020 un schéma départemental d’alimentation en eau potable de secours dans lequel huit secteurs prioritaires sont définis. La commune fait partie du secteur Meaux.

## Population et société

### Démographie
L'évolution du nombre d'habitants est connue à travers les recensements de la population effectués dans la commune depuis 1793. Pour les communes de moins de 10 000 habitants, une enquête de recensement portant sur toute la population est réalisée tous les cinq ans, les populations de référence des années intermédiaires étant quant à elles estimées par interpolation ou extrapolation. Pour la commune, le premier recensement exhaustif entrant dans le cadre du nouveau dispositif a été réalisé en 2005.

En 2022, la commune comptait 1 268 habitants, en évolution de +21,34 % par rapport à 2016 (Seine-et-Marne : +3,92 %, France hors Mayotte : +2,11 %).
| 1793 | 1800 | 1806 | 1821 | 1831 | 1836 | 1841 | 1846 | 1851 |
| ---- | ---- | ---- | ---- | ---- | ---- | ---- | ---- | ---- |
| 500  | 469  | 486  | 509  | 535  | 556  | 553  | 512  | 508  |

| 1856 | 1861 | 1866 | 1872 | 1876 | 1881 | 1886 | 1891 | 1896 |
| ---- | ---- | ---- | ---- | ---- | ---- | ---- | ---- | ---- |
| 502  | 510  | 521  | 478  | 499  | 454  | 730  | 484  | 467  |

| 1901 | 1906 | 1911 | 1921 | 1926 | 1931 | 1936 | 1946 | 1954 |
| ---- | ---- | ---- | ---- | ---- | ---- | ---- | ---- | ---- |
| 462  | 513  | 442  | 391  | 402  | 385  | 351  | 442  | 459  |

| 1962 | 1968 | 1975 | 1982 | 1990 | 1999 | 2005 | 2006 | 2010 |
| ---- | ---- | ---- | ---- | ---- | ---- | ---- | ---- | ---- |
| 424  | 408  | 476  | 500  | 593  | 731  | 813  | 816  | 889  |

| 2015  | 2020  | 2022  | - | - | - | - | - | - |
| ----- | ----- | ----- | - | - | - | - | - | - |
| 1 026 | 1 168 | 1 268 | - | - | - | - | - | - |

### Police - Gendarmerie
Dammartin-sur-Tigeaux dépend[Quand ?] de la brigade territoriale autonome de la gendarmerie nationale de Mortcerf.

### Sapeurs-Pompiers
Dammartin-sur-Tigeaux dépend[Quand ?] du centre d'intervention et de secours de Faremoutiers.

### Manifestation culturelles et festivités
La 6e édition du Dam’Fest, festival  de rock, a lieu dans le village le 30 juin 2018.

## Économie

### Revenus de la population et fiscalité
En 2018, le nombre de ménages fiscaux de la commune était de 407, représentant 1 151 personnes et la  médiane du revenu disponible par unité de consommation  de 26 150 euros.

### Emploi
En 2018, le nombre total d’emplois dans la zone était de 135, occupant 553 actifs  résidants (dont 9,4 % dans la commune de résidence et 90,6 % dans une commune autre que la commune de résidence).
Le taux d'activité de la population (actifs ayant un emploi) âgée de 15 à 64 ans s'élevait à 78,3 % contre un taux de chômage de 5,8 %.
Les 16 % d’inactifs se répartissent de la façon suivante : 8,5 % d’étudiants et stagiaires non rémunérés, 4,2 % de retraités ou préretraités et 3,4 % pour les autres inactifs.

### Secteurs d'activité

#### Entreprises et commerces
Au 31 décembre 2019, le nombre d’unités légales et d’établissements (activités marchandes hors agriculture) par secteur d'activité était de 79 dont 8 dans l’industrie manufacturière, industries extractives et autres, 18 dans la construction, 12 dans le commerce de gros et de détail, transports, hébergement et restauration, 6 dans l’Information et communication, 4 dans les activités financières et d'assurance, 1 dans les activités immobilières, 17 dans les activités spécialisées, scientifiques et techniques et activités de services administratifs et de soutien, 9 dans l’administration publique, enseignement, santé humaine et action sociale et 4  étaient relatifs aux autres activités de services.
En 2020, 11 entreprises ont été créées sur le territoire de la commune, dont 7 individuelles.
Au 1er janvier 2021, la commune ne disposait pas d’hôtel et de terrain de camping.

#### Agriculture
Dammartin-sur-Tigeaux est dans la petite région agricole dénommée les « Vallées de la Marne et du Morin », couvrant les vallées des deux rivières, en limite de la Brie. En 2010, l'orientation technico-économique de l'agriculture sur la commune est la culture de céréales et d'oléoprotéagineux (COP).
Si la productivité agricole de la Seine-et-Marne se situe dans le peloton de tête des départements français, le département enregistre un double phénomène de disparition des terres cultivables (près de 2 000 ha par an dans les années 1980, moins dans les années 2000) et de réduction d'environ 30 % du nombre d'agriculteurs dans les années 2010. Cette tendance n'est pas confirmée au niveau de la commune qui voit le nombre d'exploitations rester constant entre 1988 et 2010. Parallèlement, la taille de ces exploitations augmente, passant de 79 ha en 1988 à 113 ha en 2010.
Le tableau ci-dessous présente les principales caractéristiques des exploitations agricoles de Dammartin-sur-Tigeaux, observées sur une période de 22 ans : 
|                                      | 1988 | 2000 | 2010 |
| ------------------------------------ | ---- | ---- | ---- |
| Dimension économique,                |      |      |      |
| Nombre d’exploitations (u)           | 4    | 4    | 4    |
| Travail (UTA)                        | 4    | 5    | 10   |
| Surface agricole utilisée (ha)       | 315  | 419  | 451  |
| Cultures                             |      |      |      |
| Terres labourables (ha)              | 313  | 414  | 423  |
| Céréales (ha)                        | 217  | 269  | 257  |
| dont blé tendre (ha)                 | 137  | s    | 189  |
| dont maïs-grain et maïs-semence (ha) | 57   | 63   |      |
| Tournesol (ha)                       | s    |      | s    |
| Colza et navette (ha)                | s    | s    | 73   |
| Élevage                              |      |      |      |
| Cheptel (UGBTA)                      | 5    | 15   | 44   |

## Culture locale et patrimoine

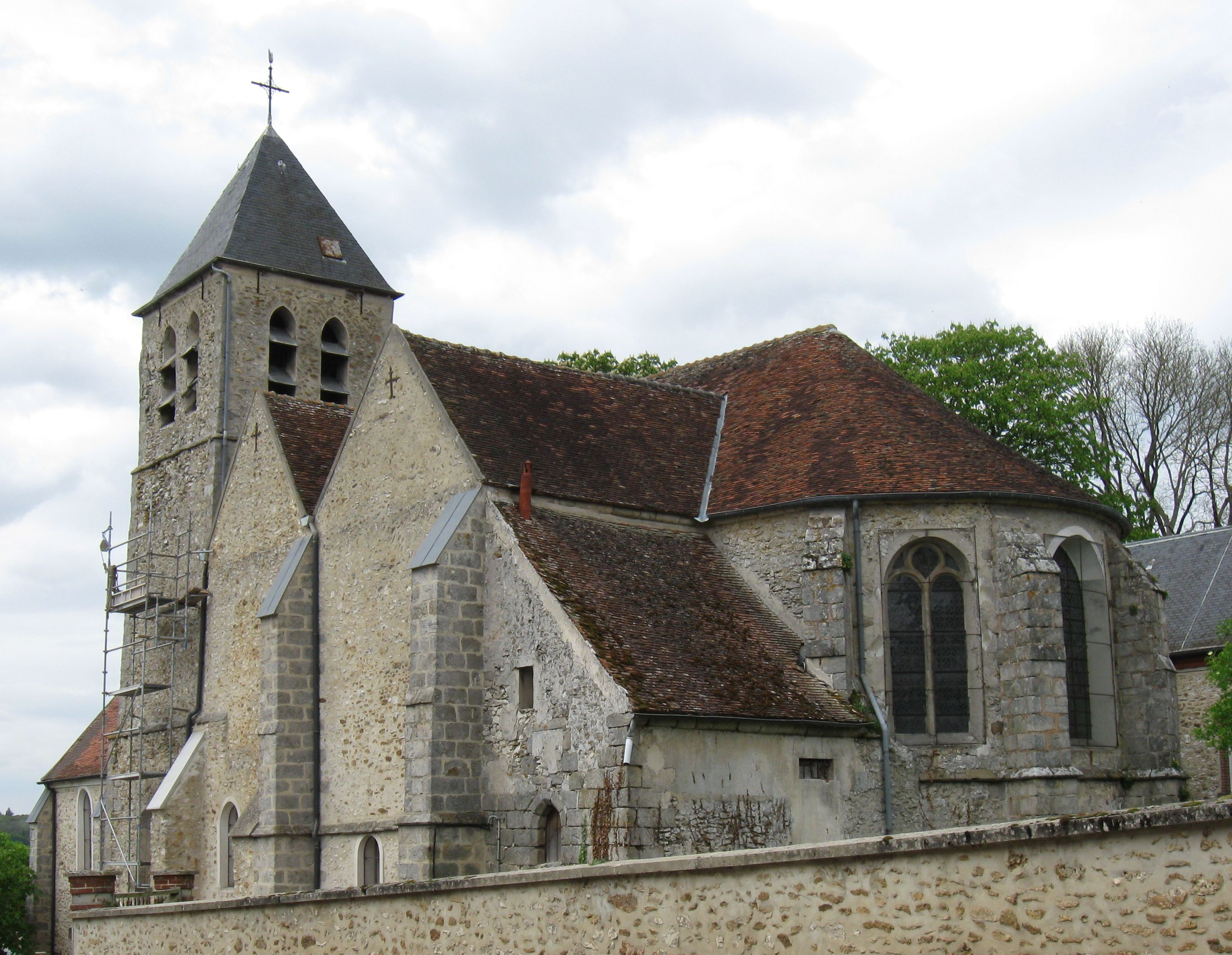
L'église Saint-Martin.

### Monuments et lieux remarquables
La commune compte cinq monuments répertoriés à l'inventaire des monuments historiques (Base Mérimée) :
- L'obélisque dit de Villeneuve-le-Comte, classé monument historique, est également situé sur les communes de Dammartin-sur-Tigeaux et de Mortcerf. Il a été construit au XVIIIe siècle[73].

Aujourd'hui, il est surtout célèbre chez les ésotéristes grâce à l'alchimiste Fulcanelli, qui en parle dans Les Demeures philosophales, paru en 1930. Pour l'anecdote, la ville y est appelée Dammartin-sous-Tigeaux. L'auteur voit dans ce monument « la figuration saisissante de l'incendie et de l'inondation immenses » qui se produiront lors du Jugement Dernier ; 

- Domaine du clos bourbon ;
- Château de Dammartin sur Tigeaux,aujourd'hui à l'abandon[74] ;
- L'église Saint-Martin ;
- Château du Plessis-Saint-Avoye[75].

### Autres lieux et monuments
- Église Saint-Martin, du XIe siècle ;
- Randonnées : sentiers de grande randonnée GR 1 et GR 14, vallée du Grand Morin ;
- Café associatif et culturel : Le Café Asso est un espace de vie sociale situé au cœur du village (Accueil de tout visiteur, animations, repas à thèmes, expositions artistiques, accueil de randonneurs, organisation d'ateliers...etc) tenu par une équipe de bénévoles.

### Personnalités liées à la commune
- Hugues de Dammartin, décédé en 1103, comte de Dammartin ;
- Pierre Blanchard (1772-1856), écrivain, y est né ;
- Émile Thomas (1841-1907), graveur, y est mort ;
- Étienne-Gabriel Bocourt (1821-1913), dessinateur-graveur, y vécut et y est décédé ;
- Roger Plin (1918-1985), sculpteur, dessinateur, graveur, céramiste, enseignant français y vécut et y trouva la mort dans son atelier.

### Héraldique
| Blason de Dammartin-sur-Tigeaux | Blason  | Parti : au 1er de gueules à la gerbe de blé d'or senestrée d'un demi-obélisque d'argent mouvant de la partition, au 2e de sinople à la fontaine d'argent jaillissant d'azur ; au chef d'argent chargé d'une fleur de lys d'azur accostée de deux biches de sable. |
| Blason de Dammartin-sur-Tigeaux | Détails | Création de Jean-Claude Molinier adoptée par la municipalité en 1994. |